# Francisco Llauradó
Francisco Llauradó Rodón (Reus, 1864 - 1932) fue un político, pintor y periodista español.

## Biografía
Estudió en el instituto de Reus. De joven empezó a pintar paisajes y retratos, dedicación que no abandonó nunca. Afiliado a la Comunión Tradicionalista, fue un militante muy activo, impulsando en su estructura escuelas nocturnas para obreros, así como secciones deportivas, artísticas y literarias. Presidió su partido en Reus y fundó el semanario tradicionalista El Radical (Reus, 1911-1936). Dirigió la sección dramática del Patronato Obrero de San José y escribió algunas obras de teatro de carácter católico, incluyendo una zarzuela.